# Inermoleiopus girardi
Inermoleiopus girardi är en skalbaggsart som beskrevs av Stefan von Breuning 1978. Inermoleiopus girardi ingår i släktet Inermoleiopus och familjen långhorningar. Inga underarter finns listade i Catalogue of Life.